# Saure Gurke (Auszeichnung)
Der Medienpreis Saure Gurke war ein Negativpreis, der von 1980 bis 2018 im Rahmen des Medienfrauentreffens für einen nach Ansicht der Teilnehmerinnen besonders frauenfeindlichen, von einer öffentlich-rechtlichen Anstalt produzierten Fernsehbeitrag vergeben wurde. Die kommerziellen Sender blieben ausgeschlossen, weil sie laut Gremium „außer Konkurrenz“ liefen. 2019 wurde die Verleihung eingestellt.

## Voraussetzungen
Der Preis wurde an Beiträge verliehen:
- in denen Frauen nicht vorkommen
- in denen Frauen über ihren Körper definiert werden
- die den Zuschauerinnen und Zuschauern überidealisierende Rollenmodelle aufdrängen

## Preisträger

### 1980 bis 1989
- 1980: Das Streitgespräch § 218 (WDR), Moderation: Theo M. Loch, Redaktion: Johannes Kaul, Gesprächsteilnehmer: Joseph Kardinal Ratzinger und Bundesjustizminister Hans-Jochen Vogel
  - Trostpreise
    - Hans-Joachim Kulenkampff „für seine altväterlich-charmante, auf keine Anzüglichkeit verzichtende Spielleitung“
    - die Redaktion Aspekte „für den Erfolg der letzten Jahre, diese Kultursendung möglichst frauenfrei zu halten“
    - die beiden Nachrichtensendungen Tagesschau und heute „für die getreuliche Wiedergabe männlicher Macht im öffentlichen Leben“
- 1981: die Bonner Runde (ZDF), Moderation: Johannes Gross
  - Trostpreise
    - Manfred Sexauer „für seine unermüdliche Betonung weiblicher Vorzüge“ im Musikladen
    - Tatort-Folge Katz und Mäuse (SFB), Drehbuch: Joachim Nottke & Karl-Heinz Knuth, Regie: Eberhard Itzenplitz
- 1982: Götter in Weiß…? aus der Reihe Die Frau an seiner Seite (Sender Freies Berlin), Buch und Regie: Host Cierpka
  - Trostpreise
    - die ARD- und ZDF-Sportredaktionen „für die schlüssig knappe Berichterstattung über das erste Frauen-Fußball-Länderspiel BRD:Schweiz“
    - Werner Höfer
- 1983: Abtreibung auf Krankenschein aus der Reihe Wie würden Sie entscheiden?, Buch: Alexander Fuhrmann Moderation: Gerd Jauch, Redaktion: Gerd Jauch (ZDF)
- 1984: Günther Nenning, Moderator der Talk-Show 3 nach 9 (Radio Bremen)
  - Trostpreis: Franz Alt (Report Südwestfunk) für sein Buch Liebe ist möglich
- 1985: Günther von Lojewski, Moderator und Redakteur des Beitrages über Abtreibung in Report München (BR)
  - Trostpreis: Alexander Niemetz (ZDF) für die Redaktion des Frauenmagazins SIE
- 1986: Mike Krüger (Moderator) und Jochen Filser (Redakteur) der Sendung Vier gegen Willi (Bayerischer Rundfunk)
  - Trostpreise
    - Wolf-Dieter Ebersbach (Südwestfunk) für die Rubrik „Frau und Auto“ in Das Rasthaus
    - Karl Joeressen und Pierre Kandorfer (ZDF) für Die kleine Filmkunde
- 1987: Nur für Busse (SDR), Moderator: Jochen Busse, Redaktion: Günther Herbst
- 1988: Mutter ist die Beste (ZDF), Moderatoren: Enrico de Paruta und Ramona Leiß
  - Trostpreis: WDR für den 7. Sinn vom 18. Februar 1988. „Mit schlüssiger Logik ist es der Redaktion gelungen, das fahrerische Unvermögen von Automobilistinnen darzustellen. Der Hang zu Stöckelschuhen und Lippenstift trübt Frauen den Blick fürs Einparken, Einfädeln und Anfahren am Berg.“
- 1989: Madrid, Madrid, Madrid (Hessischer Rundfunk), Moderation: Wolf Hanke, Redaktion: Heiner Schölling
  - Trostpreis: Geld oder Liebe vom 28. September 1989, Moderation: Jürgen von der Lippe

### 1990 bis 1999
- 1990: Ernst Elitz, Chefredakteur des SDR, für die Moderation von Thailand: Kinderprostitution aus der Reihe Weltspiegel
- 1991: Rothenbaumchaussee (WDR/NDR), Buch: Robert Muller, Regie: Dietrich Haugk
  - Trostpreis: Tutti Frutti (rtl plus)
- 1992: heute-journal (ZDF), Jürgen Grahn; Moderation: Peter Voß
- 1993: Ich hab noch einen Koffer aus Berlin (ZDF), Autor: Werner Doye
- 1994: Die Männer vom K3 – Made in Hongkong, Buch: Harald Vock, Regie: Dietrich Haugk
- 1995: Fritz Pleitgen für seine Moderation von Mit Power zur Gleichheit? aus der Reihe Presseclub (WDR)
  - Trostpreis: die Unterhaltungsredaktion Fernsehen wdr, Karin Zahn (Redaktion)
- 1996: Vom Verschwinden der Väter (Süddeutscher Rundfunk), Buch und Regie: Hartmut Schwenk
- 1997: Tatort-Folge Alptraum, Buch: Bodo Kirchhoff, Regie: Bodo Fürneisen
  - Trostpreis: Goldkinder aus der ZDF-Reihe 37 Grad, Autorin: Iris Pollatchek, Redaktion: Wolf-Rüdiger Schmidt
- 1998: Reportage aus Afghanistan (Westdeutscher Rundfunk) von Armin-Paul Hampel
- 1999: die Sendung Sabine Christiansen[3]

### 2000 bis 2009
- 2000: Klaus Bresser für seine Moderation der Verleihung des Hanns-Joachim-Friedrichs-Preises am 24. Oktober 2000 an Gabi Bauer, Maybrit Illner und Sandra Maischberger
- 2001: das Fernsehspiel Paulas Schuld (ZDF), Drehbuch: Hans Ulrich Krause, Regie: Claudia Garde
- 2002: die Sendung Männer – das diskriminierte Geschlecht? aus der Reihe Familienzeit (BR), Redaktion: Gerd Niedermayer, Moderation: Wolfgang Binder[4]
- 2003: das heute-journal vom 8. September 2003 mit Marietta Slomka und Karin Catal.[5]
- 2004: die Dokumentation Alphorn und Bankgeheimnis (Bayerischer Rundfunk) von Autor Thomas Hausner und Redakteuren Ulrike Leutheusser und Astrid Harms
- 2005: der Norddeutsche Rundfunk für sein Jahreswerk. Die Gleichstellungsbeauftragte des NDR, Sabine Knor, schickte die Auszeichnung als unbegründet an die Jury zurück und bezeichnete die Entscheidung der Jury als „Eigentor“.
- 2006: die ARD für die Sendung Die große Show der Naturwunder, Moderation: Frank Elstner und Ranga Yogeshwar[6]
  - Trostpreis: Waldemar Hartmann für sein in Waldis WM-Club (ARD) vermitteltes Frauenbild
- 2007: die ZDF-Kochsendung Lafer! Lichter! Lecker![7]
  - Trostpreis: Weltspiegel für die Sendung vom 25. Februar 2007[7]
- 2008: Günter Struve, ARD-Programmdirektor[8]
  - Trostpreis: Carmen Nebel
- 2009: Tatort-Folge Architektur eines Todes vom Hessischen Rundfunk[9]
  - Trostpreis: Wetten, dass..?-Redaktion für die Sendung vom 7. November 2009

### Ab 2010
- 2010: der NDR für die ARD-Jubiläumssendung 60 Jahre ARD – Die große Geburtstagsshow[10]
- 2011: der Fernsehfilm Lügen haben linke Hände (ZDF) von Mathias Klatscha (Buch), Thomas Nennstiel (Regie), Berit Teschner und Klaus Bassiner (beide Redaktion)[11]
  - Trostpreis (Gurkenwarnung): ZDFneo für den Themenabend Sex Sells – die Welt der Pornoindustrie vom 17. September 2011
- 2012: Tagesschau-Bericht vom 16. Mai 2012 über die neue französische Regierung, bei dem unerwähnt blieb, „dass Frauen zum ersten Mal die Hälfte des Kabinetts in Paris ausmachen“.[12]
- 2013: Der MDR für die Tatort-Episode Kalter Engel aus Erfurt.[13] Ein MDR-Sprecher kommentierte dazu, dass sich den Preisverleiherinnen das entsprechende Drehbuch wohl nicht ganz erschlossen habe.[14]
  - Trostpreis (Gurkenwarnung): ZDF-Werbefilm Ballsauber in Schweden zur Fußball-Europameisterschaft der Frauen 2013
- 2014: SWR-Direktor Christoph Hauser für den WM Club zum Thema Spielerfrauen
  - Trostpreis: ZDF-Korrespondent Udo van Kampen für einen heute-journal-Beitrag
- 2015: Der MDR für den ARD-Sportschau-Beitrag von Frank Stuckatz über Sandra Kiriasis
  - Trostpreis: ZDF-Quizshow Der Quiz-Champion für das Deutschland-Spezial
- 2016: Markt-Redaktion des WDR für den Film eMannzipation
- 2017: Claus Kleber für das Interview mit Maria Furtwängler im heute-journal am 12. Juli 2017.[15] Kleber verweigerte die Annahme des Preises.[16]
- 2018: Interview von ZDF-Sport-Reporter Martin Wolff mit Angelique Kerber. Wolff reagierte mit einer Entschuldigung.[17]